# Сири (Псковська область)
Сири (рос. Сыры) — присілок в Питаловському районі Псковської області Російської Федерації.
Населення становить 10 осіб. Входить до складу муніципального утворення Утроїнська волость.

## Історія
Від 2015 року входить до складу муніципального утворення Утроїнська волость.

## Населення
| 2001 | 2002 | 2010 |
| ---- | ---- | ---- |
| 8    | ↗16  | ↘10  |